# 百嘉镇
百嘉镇，是中华人民共和国江西省吉安市万安县下辖的一个乡镇级行政单位。

## 行政区划
百嘉镇下辖以下地区：
百嘉镇社区、百加村、九贤村、栋背村、塘上村、廓埠村、慕塘村、夏江村、竹园村和黄南村。

## 中国传统村落
2013年8月，下源村被评为第二批中国传统村落。